# Новоленський (пам'ятка природи)
Новоленський — проєктований гідрологічний заказник на півночі від с. Новоленськ на березі р. Південний Буг на Хмельниччині. 
Зарезервований для наступного заповідання рішенням Хмельницького облвиконкому № 13 від 16.12.1998 року .

## Опис
Заболочена ділянка вздовж р. Південний Буг.
Площа — 68 га.